# Kristallhöhlenmord von Oberriet SG
Der «Kristallhöhlenmord» von Oberriet SG gehört zu den spektakulärsten und mysteriösesten Mordfällen in der Schweiz, die bis heute ungeklärt sind.

## Tathergang
Er ereignete sich am 31. Juli 1982. An diesem Tag verschwanden die beiden Goldacher Mädchen Brigitte Meier (17) und Karin Gattiker (15) an der unteren Strassenverzweigung in Kobelwies, einem Weiler der Gemeinde Oberriet SG.
Die Freundinnen waren mit ihren Fahrrädern am Donnerstag, 29. Juli 1982, von ihrem Wohnort Goldach SG aufgebrochen und wollten eine Velotour durch das Appenzeller Land machen. Am Mittag des gleichen Tages assen sie bei Karins Grossmutter in Herisau. Dort erwähnten sie, dass ein Mann noch kurz vorher ein Foto von ihnen aufgenommen hatte.
Am gleichen Tag erreichten sie die Jugendherberge in Schwende AI, wo sie bis zum Samstagmorgen, 31. Juli 1982, logierten. An diesem Tag traten sie die Rückfahrt in Richtung St. Galler Rheintal an, am frühen Nachmittag sollten sie in ihrer Wohngemeinde Goldach eintreffen.
An der Strassenverzweigung im Weiler Kobelwies, ca. 30 Kilometer von Goldach entfernt, wurden die beiden Mädchen am 31. Juli 1982 kurz vor 12 Uhr mittags letztmals gesehen. Eine Familie aus Kobelwies, die mit dem Auto unterwegs war, sah die beiden Mädchen mit ihren Fahrrädern mitten auf der Verzweigung. Die Familie wunderte sich, dass die beiden so exponiert mit ihren Fahrrädern auf der Kreuzung standen. Möglicherweise orientierten sie sich an der Wegbeschilderung.
Am späten Abend passierte dieselbe Familie die Kreuzung ein weiteres Mal. Diesmal bemerkten sie wenige Meter von der Kreuzung entfernt dieselben zwei Fahrräder mit aufgesetztem Gepäck. Von den Mädchen war nichts zu sehen. Am Abend wurden die Mädchen bei der Kantonspolizei St. Gallen als vermisst gemeldet. Ihre Fahrräder wurden am 1. August 1982 an der besagten Verzweigung sichergestellt.
Während Wochen suchten Polizei und die Feuerwehren aus Oberriet SG und Goldach SG sowie unzählige Freiwillige die Umgebung ab. Die Armee setzte einen Helikopter ein, und im nahe gelegenen Naturschutzgewässer «Wichenstein» suchten Polizeitaucher nach den Vermissten. Zum Suchgebiet gehörte auch die als Ausflugsziel bekannte Kristallhöhle in Kobelwald. Die beiden Mädchen wurden trotz grossem Aufwand nicht gefunden.
Am Samstag, 2. Oktober 1982, neun Wochen nach dem Verschwinden, machte ein Mann aus Herisau eine makabre Entdeckung: Er fand eine stark verweste Leiche unter einer Felsplatte in unmittelbarer Nähe der Kristallhöhle. Der Rechtsmediziner stellte fest: Es war die Leiche von Brigitte Meier. Einen Tag später fand ein Suchtrupp der Kantonspolizei St. Gallen die ebenfalls vermisste Karin Gattiker in einer Halbhöhle. Die beiden Leichenfundplätze lagen wenige Meter voneinander entfernt in unwegsamem, steil abfallendem Gelände unterhalb der Kristallhöhle von Kobelwald. Die Leichen waren grösstenteils bekleidet, es gab keine Hinweise auf ein Sexualdelikt.
Aufgrund der für normale Passanten unzugänglichen Leichenverstecke ging die Polizei von einem Kapitalverbrechen aus. Zudem war es naheliegend, dass die Täterschaft ortskundig sein musste. Im Laufe der Jahre standen nebst drei Höhlenwarten auch ein Architekt aus Kobelwald und ein in der Gegend wohnhafter vorbestrafter Sexualtäter unter Mordverdacht. Die Tat konnte jedoch keinem von ihnen nachgewiesen werden. Ein Kriminalbeamter wurde wegen Weitergabe vertraulicher Ermittlungsberichte vom Dienst suspendiert.
Anfang der neunziger Jahre wurde der Kristallhöhlenmord von den Untersuchungsbehörden nicht mehr weiterverfolgt und die Suche nach der Täterschaft praktisch aufgegeben. Der Fall schien in Vergessenheit zu geraten. Weil nach heute gültigem schweizerischem Recht Kapitalverbrechen nach 30 Jahren verjähren, wurde der Kristallhöhlenmord Ende Juli 2012 auch offiziell ad acta gelegt.

## Privatinitiative
Ab dem Jahr 2002 erschienen zum Kristallhöhlenmord mehrere Leserbriefe in den Regionalzeitungen. Verfasser war der aus St. Gallen stammende, mit dem St. Galler Rheintal verbundene Thomas Benz. Benz wollte mit seinen Leserbriefen erreichen, dass dieses Kapitalverbrechen nicht in Vergessenheit geriet. Auch wollte er die Bevölkerung dazu animieren, zur Klärung des Verbrechens beizutragen und bei der Suche nach der Täterschaft nicht aufzugeben. Er forderte allfällige Zeugen dazu auf, ihre Beobachtungen zum Fall den Strafbehörden zu melden. Benz war 1982, als sich der Kristallhöhlenmord ereignete, siebenjährig. Die Geschehnisse wühlten ihn auf, und so setzte er sich beharrlich dafür ein, dass das schreckliche Ereignis mindestens noch moralisch aufgearbeitet werden kann.

## Literarische Aufarbeitung
Im Jahr 2000 veröffentlichte der legendäre St. Galler Journalist und Politiker Arthur Honegger (1924–2017) seinen fiktiven Roman Zwillinge. Er befasst sich mit dem Doppelmord an den beiden Goldacher Mädchen. Im Herbst 2014 erschien ein zweiter fiktiver Kriminalroman, Kristallhöhle des Berner Autors Peter Beutler. Der Roman bringt den Kristallhöhlenmord in Verbindung zum Mordfall Ylenia Lenhard aus Appenzell AI. Die Romanverfasser Honegger und Beutler brachten in ihren Romanen zudem eine neue Figur ins Spiel, einen pädophil veranlagten Lehrer aus Goldach. Er soll ein Auge auf das ältere der beiden Mädchen geworfen haben. Und er soll gewusst haben, dass die Mädchen nach Oberriet zur Kristallhöhle fahren werden. Dieser Mann im persönlichen Umfeld der Mädchen und nicht – wie bisher angenommen – ein Einheimischer aus Kobelwald soll der Täter sein.
Vom Jahr 2016 an nahmen der Glarner Journalist und Jurist Walter Hauser sowie der bekannte deutsche Profiler Axel Petermann unabhängig voneinander ihre Recherchen zum Kristallhöhlenmord auf. Beide machten sich ein umfangreiches Bild vom Tatort und führten zahlreiche Gespräche mit Betroffenen, Zeugen und Verdächtigen, um sich aus direkter Quelle über die Hintergründe der mysteriösen Tat zu informieren. Im SonntagsBlick und in 20 Minuten erschien damals eine Serie über ungeklärte Morde in der Schweiz, darunter auch über den Kristallhöhlenmord. 2018 veröffentlichte Walter Hauser sein Buch Hoffen auf Aufklärung (Limmat Verlag Zürich). 2021 erschien das Crime-Buch des deutschen Kriminalisten Axel Petermann mit dem Titel Im Auftrag der Toten, das sich auch ausführlich mit dem Kristallhöhlenmord befasst. Beide Autoren gehen mit der Theorie vom Goldacher Lehrer hart ins Gericht und bezeichnen sie als realitätsfremd und als unvereinbar mit jeglicher kriminalistischen Logik und Erfahrung. «Wäre der Goldacher Lehrer der Täter gewesen, hätte er sich aus dem Staub gemacht, um ja keine Spuren zu hinterlassen, und hätte nicht noch das Wagnis auf sich genommen, im felsigen Gelände die Mädchen zu verstecken», sagte Petermann gegenüber den Medien. Die Täterschaft müsse das Gebiet rund um die Höhle so gut wie ihre Westentasche gekannt haben. Laut Petermann war vermutlich nicht nur ein Täter am Werk, es könnten auch mehrere gewesen sein. Sicherlich habe es auch Mitwisser gegeben.
Walter Hauser kam in seinem Buch Hoffen auf Aufklärung zu demselben Ergebnis wie Petermann und gab zugleich wichtige Anstösse zur Diskussion über die Verjährung bei Kapitaldelikten. Dabei nahm er aber eine sehr vermittelnde und abwägende Position ein. Hauser plädiert in seinem Buch nicht etwa für eine Täterjagd auf unbestimmte Zeit und lehnt die Aufdeckung eines Verbrechens mit rechtsstaatlich fragwürdigen Mitteln strikt ab. Im Vordergrund der Ermittlungen viele Jahre nach der Tat – so der Autor – stünden nicht Rache oder Vergeltung, sondern das auch in der Bevölkerung vorhandene Bedürfnis nach Aufklärung und Wahrheitsfindung. Gerade das Beispiel Kristallhöhlenmord zeige zudem, dass verschiedene Unschuldige bis heute zu Unrecht verdächtigt würden.

## Politische Debatte um Abschaffung der Verjährung
Das Buch von Hauser legte den Grundstein für die Verjährungsdebatte im Kanton St. Gallen. Politisch die Initiative übernahm der aus der Gegend stammende St. Galler Kantonsrat und Nationalrat Mike Egger (SVP). Er lancierte 2018 im St. Galler Kantonsrat die Standesinitiative zur Abschaffung der Verjährungsfrist bei Kapitalverbrechen, die vom Kantonsparlament 2019 überraschend gutgeheissen wurde. Inzwischen fand der Vorstoss auf Bundesebene die Zustimmung sowohl des National- als auch des Ständerates. Damit ist aber noch kein endgültiger Entscheid gefallen. Ein von Nationalrat Mike Egger und dem Zürcher Ständerat Daniel Jositsch (SP) ausgearbeiteter Gesetzesvorschlag soll vom Bundesrat genehmigt werden und danach nochmals vor die Räte zur Abstimmung kommen.